# Corazón tan blanco
Corazón tan blanco es la séptima novela de Javier Marías, publicada en 1992 por la editorial Anagrama. 
En 2010 Alfaguara presentó una edición conmemorativa por el 25 aniversario. Incluye, en un estuche, dos volúmenes en pasta dura: la novela y el dosier No he querido saber, con seis textos del autor sobre su libro, imágenes del manuscrito original, reseñas de la recepción del libro, entrevistas, artículos de especialistas en la obra de Marías y una carta inédita de Juan Benet a Marías sobre la obra.

## Historia editorial
La novela tuvo en sus primeros cuatro años un gran éxito de ventas, y que ha alcanzado los 2.300.000 ejemplares vendidos en todo el mundo. Ha tenido más de veintidós ediciones en el formato habitual de la colección "Narrativas hispánicas".  La edición en 2006 en la colección DeBolsillo, de Random House Mondadori, se añade prólogo de Elide Pittarello, en el que explica los orígenes de la novela, relacionando "su primer latido" con la visualización en televisión de la película Macbeth de Orson Welles, de uno de cuyos diálogos toma el título. 
“My hands are of your colour; but I shame to wear a heart so white" (Mis manos son de tu color; pero me avergüenzo de llevar un corazón tan blanco)
Por su 25 aniversario, en 2017, se realizó una edición especial, ahora por la  editorial Alfaguara, con un prólogo especial del autor para la ocasión, con el título "No he querido saber". También ha sido editado como audiolibro, con la voz de Carlos di Blasi.

## Argumento
El comienzo del libro se ha convertido en un fragmento muy citado del autor: 
«No he querido saber, pero he sabido que una de las niñas, cuando ya no era niña y no hacía mucho que había regresado de su viaje de bodas, entró en el cuarto de baño, se puso frente al espejo, se abrió la blusa, se quitó el sostén y se buscó el corazón con la punta de la pistola...»
El protagonista y narrador, Juan Ranz, traductor e intérprete de profesión, es ahora el recién casado, y en su propio viaje de novios en La Habana, asomado al balcón, es confundido por una desconocida que espera en la calle, y sin querer escucha una conversación de hotel. A partir de entonces «presentimientos de desastre» envolverán su matrimonio. Pero la clave de ese malestar quizá esté en el pasado, pues su padre hubo de casarse tres veces para que él pudiera nacer.

## Repercusión
Tuvo un éxito más notable en Alemania, debido al programa de televisión "El cuarteto literario" emitido el 13 de junio de 1996, y gracias, sobre todo, a Paul Ingendaay y su reseña en el Frankfurter Allgemeine Zeitung, que incitó a Marcel Reich-Ranicki, junto con otros tres colegas a definir la novela como una obra maestra. Supuso un antes y un después, comenta su autor, porque desde aquel momento las ventas de la novela comenzaron a dispararse de forma exponencial llegando a alcanzar el número uno en las listas de los más vendidos en Alemania. Se ha traducido a 37 idiomas con presencia en 44 países.

## Premios
- Premio de la Crítica de narrativa y poesía en lengua castellana para obras publicadas en 1992.[3]
- Prix l'Oeil et la Lettre
- IMPAC International Dublin Literary Award 1997 (Trinity College de Dublín)